# SKS365 Group
SKS365 Group, fondato nel 2009 a Innsbruck, in Austria, è un'azienda che opera nel mercato internazionale delle scommesse (betting) e del gioco online (gaming). In Italia, opera principalmente attraverso il suo marchio Planetwin365.Nel 2020, il gruppo ha lanciato Planet Entertainment, una nuova divisione dedicata all'offerta di servizi a valore aggiunto per il settore dei giochi e delle scommesse. Il primo progetto introdotto da questa divisione è la piattaforma multi-servizi PlanetPay365.
Il gruppo SKS365 detiene licenze che lo autorizzano a operare in Italia, a Malta e in Serbia. Impiega direttamente circa 500 persone e ha sedi operative a Roma, Malta e Belgrado.

## Storia

### Scommesse sportive
Il gruppo SKS365 gestisce le proprie attività sia attraverso canali online sia tramite una rete fisica (retail). L'offerta di gioco include scommesse sportive, poker e casinò online. SKS365 Group opera nel mercato italiano in possesso delle necessarie licenze per offrire i propri servizi, rilasciate dall'Agenzia delle Dogane e dei Monopoli (ADM). Questa autorizzazione copre le attività di gioco online e le scommesse sportive nel paese.
Nel 2014, l'azienda ha annunciato di aver raggiunto il suo milionesimo cliente e di aver registrato 400 milioni di scommesse piazzate tramite la sua piattaforma online.

## Sponsorizzazioni
Dal 2010, SKS365 Group, attraverso il marchio Planetwin365, ha realizzato numerose sponsorizzazioni in ambito sportivo e sociale. Tra le prime iniziative vi è stata la sponsorizzazione principale dell'evento pugilistico "La resa dei conti".
Successivamente, per la stagione 2011/2012, il gruppo ha stretto una significativa partnership con il Trentino Volley, squadra di pallavolo maschile allora campione d'Italia, d'Europa e del mondo. In virtù di questo accordo di title sponsorship, per l'intera stagione la squadra ha assunto la denominazione ufficiale "Trentino Planetwin365".
Nello stesso periodo (stagione 2011/2012), il marchio Planetwin365 ha inoltre sponsorizzato i campioni d'Italia di pallamano, il Conversano, e il Rugby Club Innsbruck.

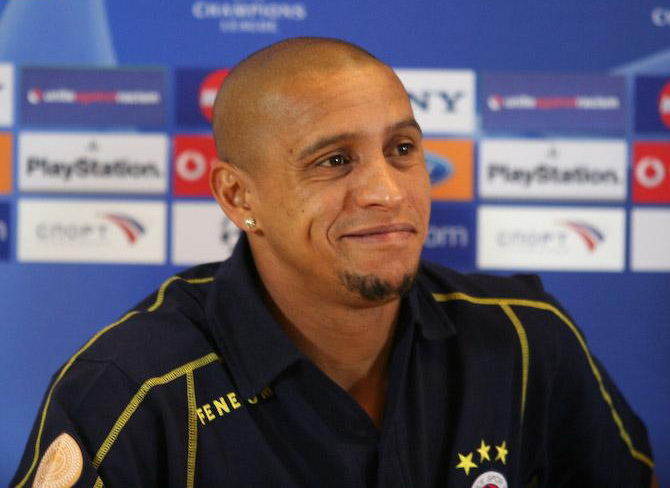
Roberto Carlos, testimonial di Planetwin365

Nel 2013, Planetwin365 ha ampliato il proprio portafoglio di sponsorizzazioni siglando un accordo con il Team LCR Honda, partecipante al campionato MotoGP. Il marchio è così apparso sulle carene della moto Honda RC213V del team di Lucio Cecchinello e sulla tuta del pilota tedesco Stefan Bradl.
Nello stesso anno, il brand Planetwin365 è diventato Partner Ufficiale del Parma Calcio 1913, club all'epoca militante nel campionato italiano di Serie A.
Nel 2017 è stato stipulato un accordo biennale di partnership con la SSC Napoli, designando Planetwin365 come Exclusive Betting Partner del club.

### Ambasciatori del marchio
Tra gli ambasciatori del marchio Planetwin365 ci sono:
- Thomas Muster (ex tennista numero uno del mondo);
- Roberto Carlos (ex calciatore brasiliano);
- Andrija Prlainović (capitano della nazionale serba di pallanuoto);
- Angelo Di Livio (ex calciatore italiano).[8]